# Cabinet Haseloff III
Pour les articles homonymes, voir Cabinet Haseloff.
Land de Saxe-Anhalt
Haseloff II 
Le cabinet Haseloff III (en allemand : Kabinett Haseloff III) est le gouvernement du Land de Saxe-Anhalt depuis le 16 septembre 2021, sous la 8e législature du Landtag.
Dirigé par le ministre-président Reiner Haseloff, dont le parti a remporté la majorité relative aux élections régionales, il est formé d'une coalition entre les chrétiens-démocrates, les sociaux-démocrates et les libéraux-démocrates. Il succède au cabinet Haseloff II, composé d'une entente entre la démocratie chrétienne, les écologistes et la social-démocratie.

## Coalition et historique
Ce gouvernement est dirigé par le ministre-président chrétien-démocrate sortant Reiner Haseloff. Il est constitué et soutenu par une « coalition allemande » entre l'Union chrétienne-démocrate d'Allemagne (CDU), le Parti social-démocrate d'Allemagne (SPD) et le Parti libéral-démocrate (FDP). Ensemble, ils disposent de 56 députés sur 97, soit 57,7 % des sièges.
Il est formé à la suite des élections régionales du 6 juin 2021.
Il succède donc au cabinet Haseloff II, constitué et soutenu par une « coalition kényane » entre la CDU, le SPD et l'Alliance 90 / Les Verts (Grünen).

### Formation
Au cours du scrutin, les chrétiens-démocrates confirment leur domination sur la scène politique du Land. Les sociaux-démocrates sont de nouveau en recul tandis que les écologistes stagnent et que les libéraux font leur retour au Landtag en devançant ces derniers,.
Bien que la majorité sortante bénéficie d'une majorité claire, les Grünen disent ne pas vouloir la rééditer et se montrent ouverts à une coopération avec la CDU et le FDP. Trois semaines après le scrutin, ceux-ci s'entendent sur le fait de gouverner ensemble et cherchent un troisième partenaire pour atteindre la majorité absolue des sièges. Le 16 juillet, le SPD valide sa participation aux négociations en vue de constituer une « coalition allemande ». L'accord entre les trois formations est rendu public le 9 août et doit alors faire l'objet d'une ratification par les trois formations, qui s'entendent également sur la répartition des portefeuilles ministériels.
Le pacte ayant été ratifié par les adhérents sociaux-démocrates, Reiner Haseloff est investi ministre-président pour un troisième mandat le 16 septembre par le Landtag, l'emportant au second tour par 53 voix sur 97 après avoir échoué au premier avec 48 suffrages favorables, soit un de moins que la majorité requise.

## Composition
- Les nouveaux ministres sont indiqués en gras, ceux ayant changé d'attributions en italique.

| Portefeuille                                                                                          | Titulaire | Titulaire           | Parti |
| --- | --------- | ------------------- | ----- |
| Ministre-président                                                                                    |           | Reiner Haseloff     | CDU   |
| Premier vice-ministre-président Ministre de la Science, de l'Énergie, du Climat et de l'Environnement |           | Armin Willingmann   | SPD   |
| Deuxième vice-ministre-présidente Ministre des Infrastructures et du Numérique                        |           | Lydia Hüskens       | FDP   |
| Ministre de l'Éducation                                                                               |           | Eva Feußner         | CDU   |
| Ministre du Travail, des Affaires sociales, de la Santé et de l'Égalité                               |           | Petra Grimm-Benne   | SPD   |
| Ministre des Finances                                                                                 |           | Michael Richter     | CDU   |
| Ministre de la Culture Directeur de la chancellerie régionale                                         |           | Rainer Robra        | CDU   |
| Ministre de l'Économie, du Tourisme, de l'Agriculture et des Forêts                                   |           | Sven Schulze        | CDU   |
| Ministre de la Justice et de la Protection des consommateurs                                          |           | Franziska Weidinger | CDU   |
| Ministre de l'Intérieur et des Sports                                                                 |           | Tamara Zieschang    | CDU   |